# Calimero
Calimero (カリメロ Karimero?) es un anime, basado en una creación italiana de Carlo Peroni (conocido como Perogatt), sobre un encantador aunque desafortunado pollo antropomorfizado de dibujos animados. Es el único de plumaje negro en una familia en la cual todos los demás pollitos poseen plumaje amarillo y se caracteriza por ser sus amigos.
El personaje protagonizó varios trabajos de animación en Italia, así como dos animes producidos por Toei en 1974 y 1992, respectivamente. Para conmemorar el 40° aniversario de su creación, TV Tokyo produjo una nueva serie en CGI que fue estrenada el 2014. Discovery Kids adquirió los derechos de difusión en Hispanoamérica.

## Historia
Calimero apareció por primera vez en 1961, creado por los hermanos Nino y Toni Pagot y por Ignazio Colnaghi, para la publicidad del detergente "Ava - Mira Lanza", cuyos anuncios eran emitidos en el programa publicitario Carosello que se emitía de 20:50 a 21:00 para toda Italia. En la publicidad del detergente, Calimero era un pollito inicialmente negro que recuperaba su plumaje amarillo al ser lavado con el detergente del anuncio. Apareció primero en la serie "La costanza dà sempre buoni frutti", traducible como "La constancia da siempre buenos frutos", y luego en una serie dedicada a él titulada "Calimero, el pollito negro" a partir del 14 de julio de 1963. En esta serie explicaba que su color oscuro se debía a haber caído en el lodo cuando nació.
La notoriedad de Calimero pronto fue muy grande en Italia y metió en el léxico colectivo frases del personaje como su célebre frase "Tutti mi vogliono male perché sono piccolo e nero..." ("Nadie me quiere porque soy pequeño y negro..."). En España también adquirió gran popularidad en los años 70.
Después de la muerte de Nino Pagot, se recuperaron los derechos sobre Calimero y produjo a principios de los 70 una serie de dibujos animados no publicitarios (en color) de 1 minuto, después 2, luego 5 y por fin 20 minutos. Estos episodios, destinados al mercado internacional, fueron exportados incluso a Japón. En España fueron emitidos por Televisión Española y algunos de ellos incluso fueron editados en formato Súper 8 para el mercado doméstico.
Posteriormente, Toei Animation adquirió los derechos del personaje para producir una serie de 47 episodios de media hora (consistente cada uno en un par de historias de trece minutos), la cual se emitió en Japón desde el 15 de octubre de 1974 al 30 de septiembre de 1975. Estos episodios fueron adquiridos por las productoras Rever y Telescreen Intercartoon a mediados de los años 80 para su distribución en Europa, para lo cual encargaron a Toei Animation otros 33 nuevos episodios de media hora (que nuevamente contenían dos historias por episodio), en los que además fueron intercalados algunos segmentos breves animados por Pagot Film en Italia y con un estilo de dibujo bastante diferente. Los 80 episodios de media hora resultantes fueron emitidos en diversos países europeos indistintamente con los nombres Calimero o Calimero y Priscilla. En particular, en España se estrenaron en 1990 en Televisión Española. Fueron inicialmente 26 episodios con un doblaje grabado en Madrid, y posteriormente los 54 episodios restantes, con otras voces grabadas en Barcelona y una sintonía diferente. Estos 54 episodios restantes, cuyos derechos para España posee la distribuidora Motion Pictures, han sido repuestos en varias ocasiones en diversas televisiones, a diferencia de los 26 iniciales.
Una tercera serie, con nuevos escenarios y personajes y con un Calimero de más edad, fue realizada también por Toei en 1992. Sus 52 episodios fueron emitidos en España con el título de Calimero y Valeriano.
En 2014 se estrenó una cuarta serie de 104 episodios, en esta ocasión de animación CGI y coproducida en Francia, Japón e Italia por las compañías Gaumont Animation, Calidra, Studio Campedelli, TV Tokyo y Kodansha.
Los dibujos animados de Calimero, que han pasado al imaginario generacional de aquellos que los conocieron en la infancia, se caracterizan, aparte de por sus personajes animales antropomorfizados y su espíritu infantil e inocente, por el tremendo inconformismo de su protagonista y su sensación constante de ser incomprendido por los demás, manifestándolas en frases como "¡No es justo!", "¡Esto es una injusticia!" o "¡Es que los mayores no me entienden!". A pesar de los muchos años que han pasado desde su emisión, todavía se utiliza el nombre de Calimero para definir a una persona melancólica, insegura, tímida, infantil o ingenua que se siente marginada por los demás con o sin motivo real.

## Características
El ambiente de las historias corresponde al lugar de origen de los autores: la región de Lombardía, particularmente los alrededores de Milán. El nombre del pollito viene de la iglesia de San Calimero (Milán), donde Nino Pagot se casó.
En la serie oficial publicitaria, Calimero es presentado como el decimosexto pollito de la nidada de una gallina paduana llamada Cesira, que reniega de él porque es negro, aunque solo en apariencia, y de gallo Gallettoni. Calimero vive una serie de aventuras en las cuales, a pesar de su estatus de patito feo abandonado por su familia, el bien y la verdad triunfan siempre gracias a la buena fe y la honradez del pollito. Al final de cada episodio se muestra que Calimero no es negro: solamente está sucio y es limpiado con el detergente que le publicita. Así como sus padres no ofrecen refugio seguro al pollito, únicamente tiene éxito gracias al producto alabado por la publicidad. Sin embargo, el mundo de Calimero no es completamente, hostil, siendo confortable aunque poblado de numerosos personajes poco recomendables: el grosero Papero Piero o el pedante profesor Galletti. Estos personajes contrastan con otros amistosos como son la novia de Calimero, Priscilla, y sus ocasionales amigos.
Las historias del período de Carosello fueron integradas tal cual en la serie de Toei, salvo el mensaje publicitario. En estos episodios (contrariamente a los de Carosello) Calimero vive con sus padres, es querido por ellos y es hijo único. El resto de los personajes permanece igual. Más tarde, en la serie de 1992, la historia sufre un gran cambio, añadiendo nuevos personajes y lugares, y tomando una luz más positiva. Llegado a este punto la serie consistía mayormente en las aventuras de Calimero y su grupo de amigos, que se dedicaban a grabar reportajes metiéndose en problemas continuamente. Para diferenciarla de la anterior, esta serie recibió el título de "Calimero et ses amis" en Francia y "Calimero y Valeriano" en España (ya que la anterior había recibido el nombre de "Calimero y Priscilla" en este país).
A finales de los años setenta, Pagot quiso exportar Calimero a los Estados Unidos, pero no fue posible ya que un personaje que es rechazado por ser negro era políticamente incorrecto para la cultura americana de la época y hubiese creado indignación.

## Personajes
Calimero (カリメロ Karimero?)
Seiyū: Katsue Miwa (1974) / Shinobu Adachi (1992)
El héroe de la serie, un pollito negro de ojos azules caracterizado por llevar siempre el polo superior de su cascarón sobre su cabeza a modo de casco. En la serie original, Calimero es un personaje típicamente ingenuo e inocente, más bien trágico y que se lamenta con frecuencia de que la vida es injusta con él, pero en la segunda serie Calimero pasa a ser más maduro, despreocupado y feliz, y no tiene ya estos problemas, si bien conserva su proverbial carácter inconformista. En todos los casos, Calimero es generoso y resuelto, y tiene un gran sentido de la justicia, intentando siempre ayudar a todo el que se encuentre en problemas o en una situación injusta.
En la segunda serie, Calimero suele llevar un chaleco rojo y le gusta el patinaje sobre ruedas. Está enamorado de su amiga Priscilla, aunque no suele mostrarlo abiertamente.
Priscilla (プリシラ Purishira?)
Seiyū: Michiko Nomura (1974) / Akemi Okamura (1992)
Una pollita de color amarillo, con pelo rubio recogido en la nuca y ojos verdes. Priscilla es tímida y con mucho sentido común, pero puede adoptar un fuerte carácter si es provocada. Está enamorada de Calimero, y no duda en defenderle de todos los que se burlan de él. Priscilla tiene un importante rol en la primera serie, donde es su principal apoyo en el mundo en que viven, y permanece con este papel en la segunda, donde forma parte de su grupo de amigos.
Valeriano (ジュリアーノ Juriāno?)
Seiyū: Noriko Ohara (1974) / Yuji Ueda (1992)
El mejor amigo de Calimero, un bravo y animado pollito de color verde. Siempre lleva un casco de motociclista rojo y amarillo y un chaleco azul, y suele portar una videocámara al hombro, ya que le encanta grabar reportajes. Dicho afán suele ser la causa del argumento de muchos capítulos, metiendo en líos a todo el grupo en el intento de rodar un documental sobre cualquier cosa. Es muy valiente, pero también muy impulsivo y algo insensato, y no suele pensarse las cosas dos veces. Le gusta montar en monopatín, algo en lo que su casco le ayuda cuando se trata de hacer acrobacias.
Valeriano no aparece hasta la segunda serie. En la versión original japonesa, su nombre era Giulano, pero fue cambiado a Valeriano cuando fue emitido en Europa, y es su nombre más conocido.
Rosita (ロシータ Roshīta?)
Seiyū: Hiroko Kasahara
Una pollita más bien tímida con gafas y pelo marrón, que viste una camisa rosa y una falda amarilla. Al igual que Priscilla, Rosita es afable y gentil, pero puede ser seria y contundente si la situación lo requiere. No toma parte con regularidad en las aventuras del grupo, y solo les acompaña en ellas de cuando en cuando. Está secretamente enamorada de Valeriano.
Rosita no aparece hasta la segunda serie. En el doblaje italiano, su nombre es Rosella.
Piero (ピーター Pītā?)
Seiyū: Kaneta Kimotsuki / Akirasa Omori
Un pato verde y negro de ojos azules, más alto que los demás miembros del grupo. Sus padres son millonarios, y a causa de ello Piero es un personaje altivo y presumido, además de avaro y pragmático en exceso, pero nunca duda en ayudar a sus amigos sin importar lo que pase. Su mayor deseo es ser famoso. Siempre lleva una gorra rosa con la visera informalmente vuelta hacia atrás y una camiseta azul con bufanda también rosa.
En la primera serie de Toei, Piero era un anodino rival de Calimero que siempre conseguía meterle en líos, pero no tuvo mayor protagonismo ni caracterización hasta la segunda, donde aparece como uno de sus amigos. En el doblaje de España de la primera serie, su nombre es Pedro, y en el doblaje francés, Pietro.
Susy (スージー Sūjī?)
Seiyū: Natsumi Sasaki
Una pata de ojos rasgados, con gafas y con pelo marrón recogido en dos coletas, que lleva comúnmente un vestido rosa. Susy es del mismo tamaño que Piero, y al igual que él, sus padres son millonarios, ya que su madre es presentadora de televisión. Susy es bastante quisquillosa, irascible y avara, así como algo cobardica, pero también bastante soñadora. Constantemente demuestra estar enamorada de Piero, pero este no la corresponde.
Gallettoni (ガルレットーニ Garuretoni?)
Seiyū: Kenichi Ogata
El padre de Calimero, un atildado gallo carpintero.
Cesira (チェシラ Cheshira?)
Seiyū: Masako Nozawa
La madre de Calimero.

## Influencia en España
El casco blanco que utiliza la policía militar en España se llama coloquialmente "Calimero", debido a la similitud de aspecto y color.